# Torymus regalis
Torymus regalis är en stekelart som först beskrevs av Walker 1833.  Torymus regalis ingår i släktet Torymus och familjen gallglanssteklar. Inga underarter finns listade i Catalogue of Life.